# Brodnica (gmina wiejska w województwie kujawsko-pomorskim)
Brodnica – gmina wiejska w Polsce położona w województwie kujawsko-pomorskim, w powiecie brodnickim. W latach 1975–1998 gmina administracyjnie należała do województwa toruńskiego.
Siedziba gminy to Brodnica.

## Struktura powierzchni
Według danych z roku 2002 gmina Brodnica ma obszar 126,96 km², w tym:
- użytki rolne: 68%
- użytki leśne: 18%

Gmina stanowi 12,22% powierzchni powiatu.

## Ochrona przyrody
Na terenie gminy znajduje się rezerwat przyrody Jar Grądowy Cielęta chroniący żyzny las liściasty wraz z chronionymi gatunkami runa, porastającymi zbocza i dno jaru ze źródliskami.

## Demografia
Według danych z 31 grudnia 2013 gminę zamieszkiwało 7597 osób.

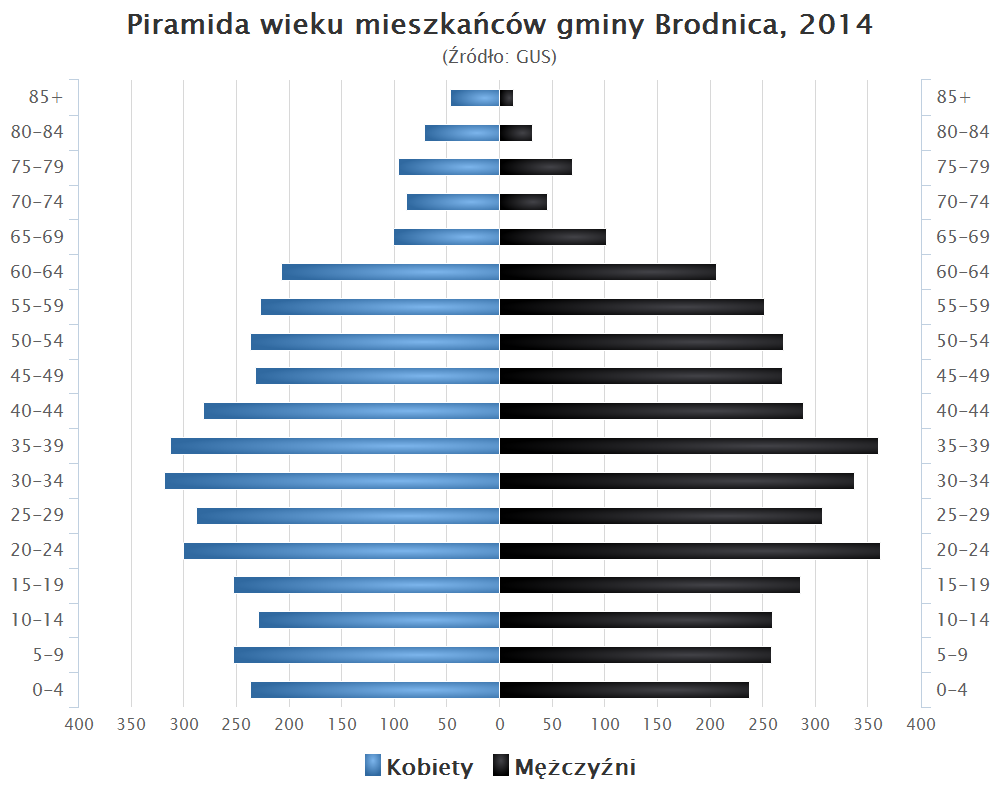
Piramida wieku mieszkańców gminy Brodnica w 2014 roku

Dane z 31 grudnia 2013:
| Opis                              | Ogółem | Ogółem | Kobiety | Kobiety | Mężczyźni | Mężczyźni |
| --------------------------------- | ------ | ------ | ------- | ------- | --------- | --------- |
| jednostka                         | osób   | %      | osób    | %       | osób      | %         |
| populacja                         | 7597   | 100    | 3734    | 49,2    | 3863      | 50,8      |
| gęstość zaludnienia (mieszk./km²) | 59,8   | 59,8   | 29,4    | 29,4    | 30,4      | 30,4      |

## Zabytki

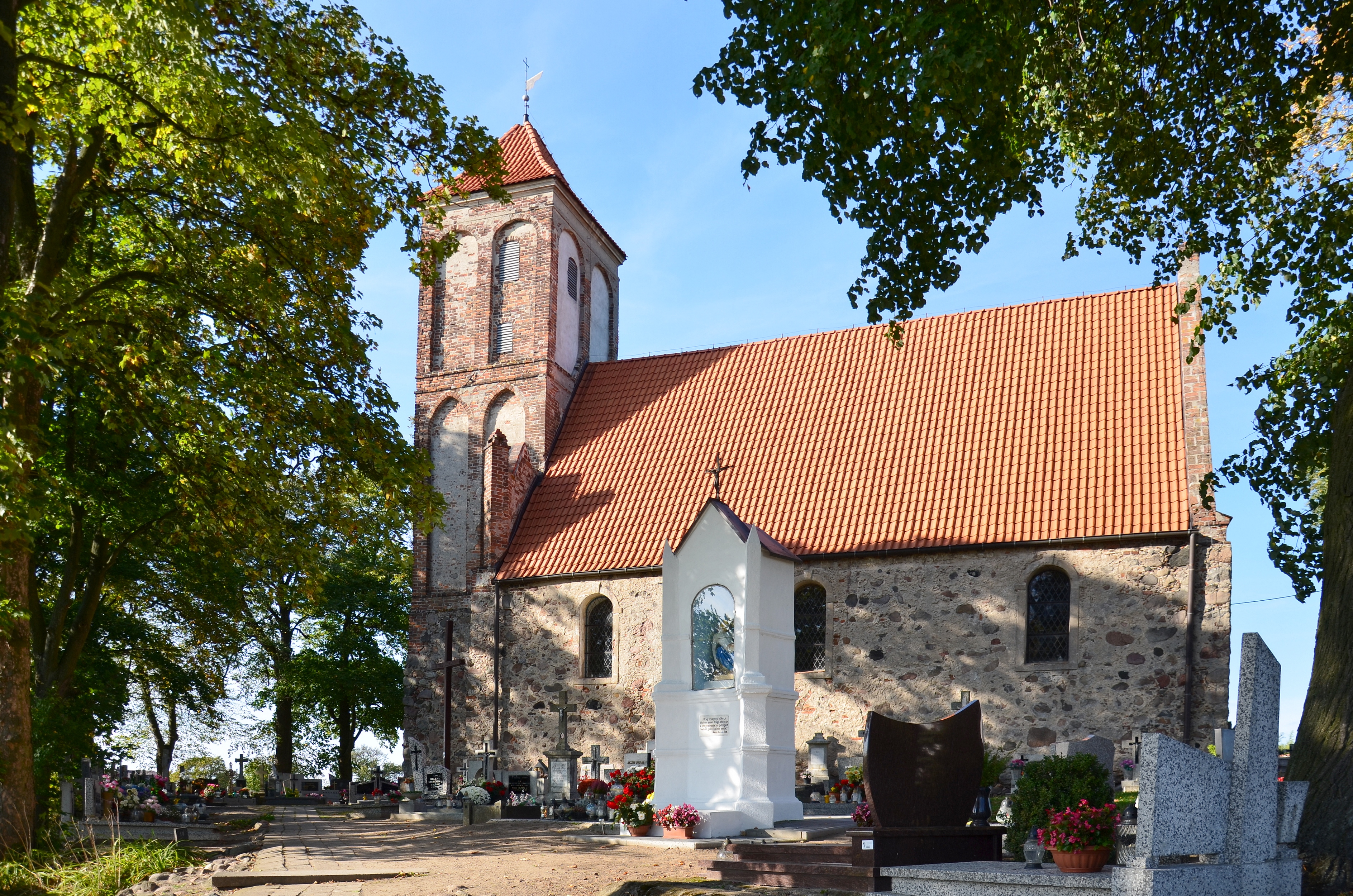
Cielęta, kościół św. Mikołaja

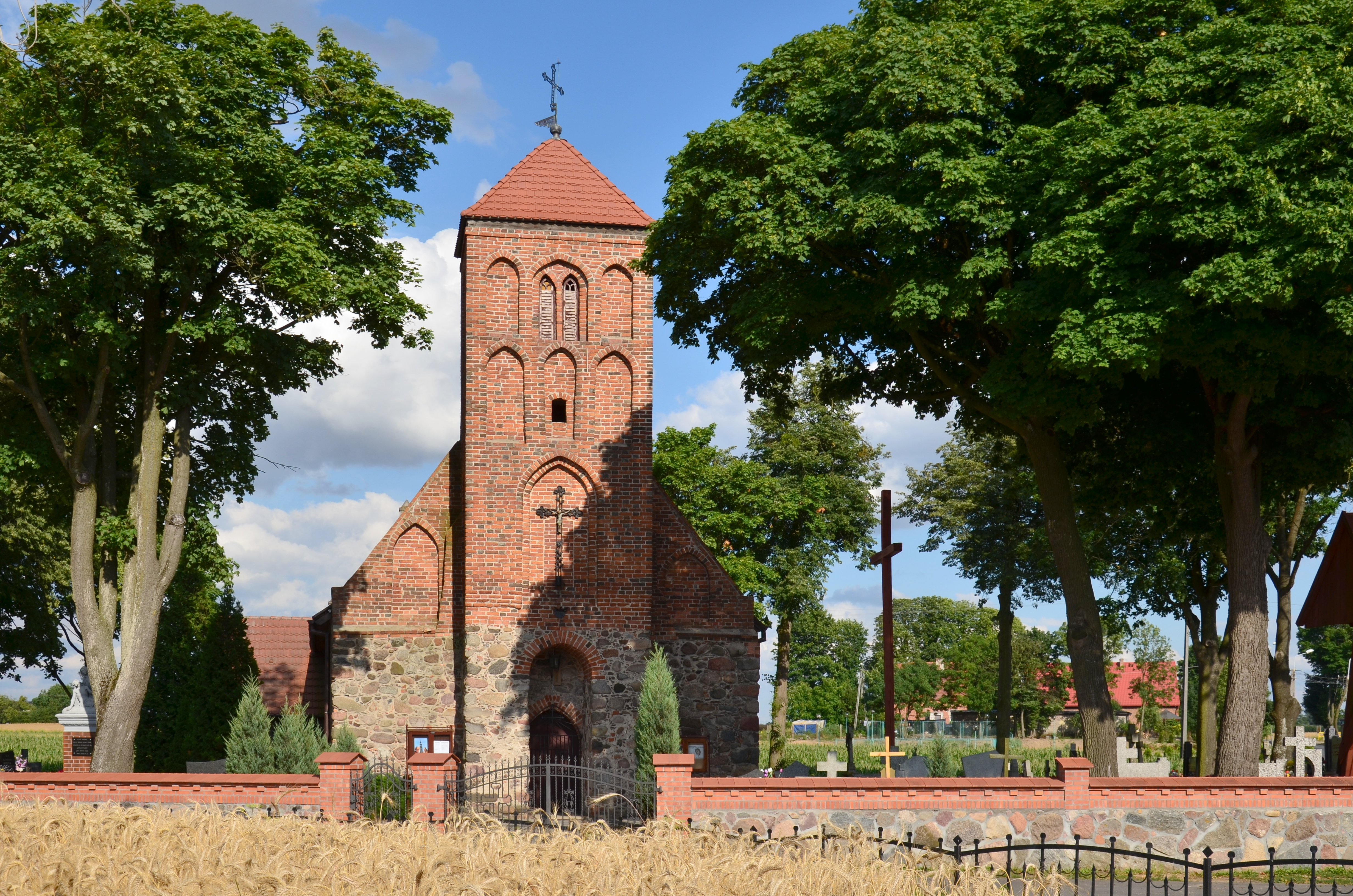
Gorczenica, kościół Podwyższenia Krzyża św.

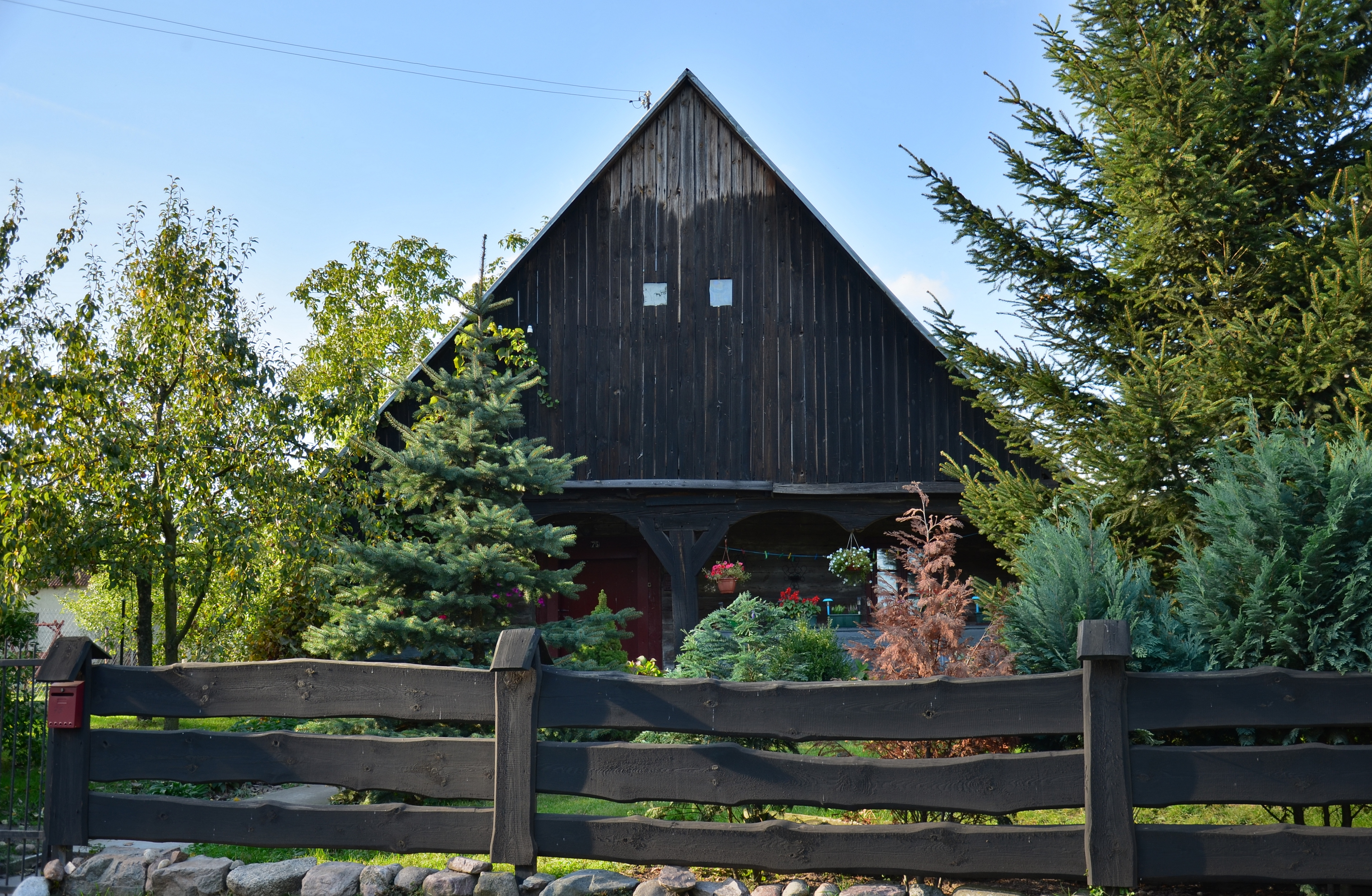
Szczuka, chata podcieniowa

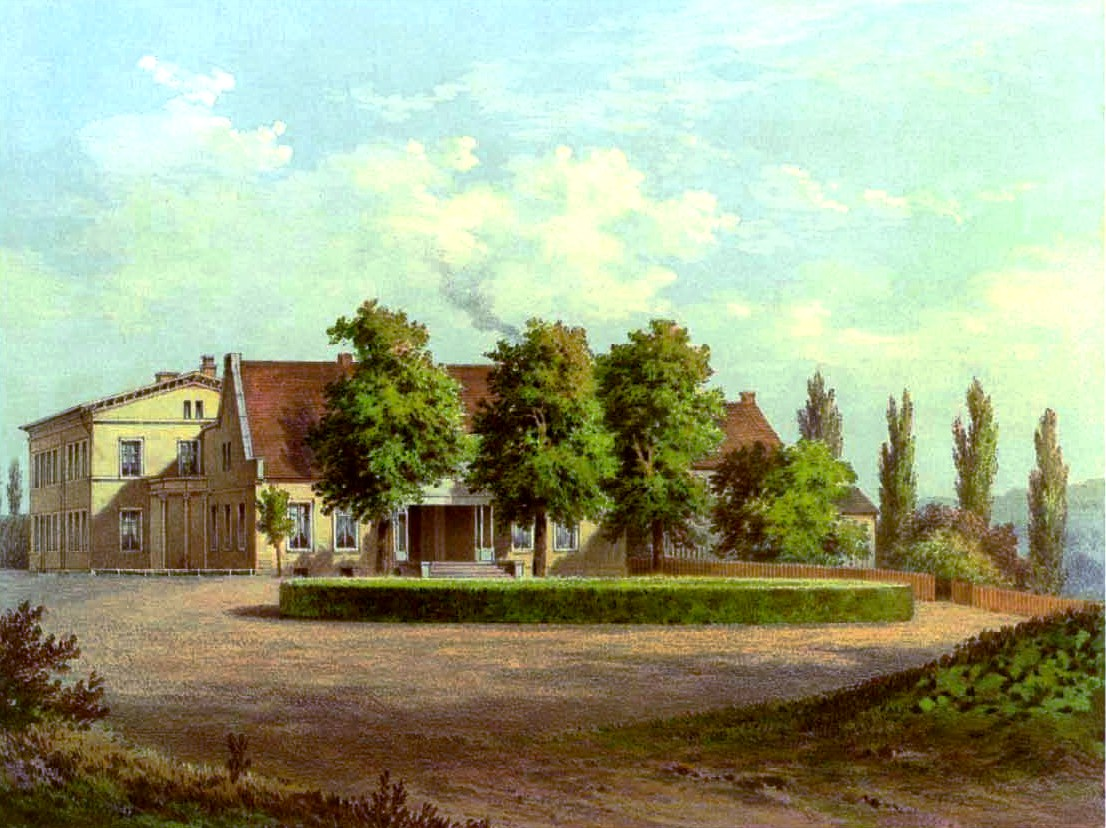
Gut Karbowo (um 1870, Sammlung Alexander Duncker)

Wykaz zarejestrowanych zabytków nieruchomych na terenie gminy:
- zespół kościoła parafii pod wezwaniem św. Mikołaja z pierwszej połowy XIV w. w Cielętach, obejmujący: kościół (nr A/133/56 z 04.11.1931 roku), ogrodzenie z bramą, kapliczkę i cmentarz przykościelny, nr 531 z 01.06.1987
- kościół parafii pod wezwaniem Podwyższenia Krzyża Świętego z początku XIV w. w Gorczenicy, nr A-158/71 z 13.07.1936 roku
- zespół dworski w Karbowie, obejmujący: dwór z ok. 1810 roku; park, gołębnik, gorzelnię, spichrz sprzed 1804; spichrz z 4 ćw. XIX; stodołę, oborę, chlewnię
- zespół pałacowy w Przydatkach, obejmujący: pałac z przełomu XIX/XX w., spichrz (obecnie magazyn paszowy) z 1916 roku; park z połowy XIX w., nr 594 z 14.12.1989 roku
- kolejka wąskotorowa Brodnica-Ostrowite, most blachownicowy na rzece Drwęcy z przełomu XIX/XX w., nr 585/A z 22.11.1988 roku
- kościół parafii pod wezwaniem św. Fabiana i Sebastiana z pierwszej połowy XIV w. w Szczuce, nr A-161/74 z 13.07.1936 roku
- drewniana chata podcieniowa z ok. 1780 roku w Szczuce, nr 318/120 z 04.06.1955 roku

## Sołectwa
Cielęta, Dzierżno, Gorczenica, Gorczeniczka, Gortatowo, Karbowo, Kominy, Kozi Róg, Kruszynki, Moczadła, Niewierz, Nowy Dwór, Opalenica, Podgórz, Sobiesierzno, Szabda, Szczuka, Szymkowo, Wybudowanie Michałowo.

## Miejscowości niesołeckie
Bartniki, Bobrowiska, Drużyny, Kurlaga, Małgorzatka, Mszano, Mszano (osada leśna), Nowe Moczadła, Przydatki, Rybaki, Szabda (osada leśna), Szymkówko, Tama Brodzka, Tywola.

## Sąsiednie gminy
Bartniczka, Bobrowo, Brodnica (miasto), Brzozie, Osiek, Świedziebnia, Wąpielsk, Zbiczno